# Ragazze da sballo
Ragazze da sballo (Deep in the Valley), anche noto con il titolo Valle profonda, è un film del 2009 diretto da Christian Forte.

## Trama
Lester Watts lavora in un negozio di liquori, vendendo allegramente alcolici ai minori e spendendo i propri soldi collezionando film porno. Il suo migliore amico fin dalla terza elementare, Carl, lavora presso l'azienda di proprietà della famiglia della sua fidanzata inglese. Carl non è contento della situazione, vorrebbe lasciare quel lavoro e cercare una diversa occupazione ma la ragazza gli ricorda, con rabbia, che non ha scelta e che deve restare, dimostrando di essere lei a comandare fra i due.
Quella notte, Carl si reca da Lester, che ha ricevuto una vecchia cabina video dal re del porno Diamond Jim. Entrati nella cabina, entrambi vengono trasportati in un mondo parallelo e si ritrovano all'interno di un film pornografico. Vengono pure arrestati dalla polizia, agli ordini di Rod Cannon, ma riescono a fuggire e vengono nascosti alla polizia da Bambi Cummings nella sua casa di sorellanza, Tri-Pi.
Qui Bambi e Carl si innamorano l'uno dell'altro. Alla fine, vanno alla festa in piscina di Diamond Jim, dove Carl chiede di essere trasportato a casa e Lester, invece, decide di restare e scopre anche di essere il figlio di Diamond Jim. A casa, Carl lascia la sua prepotente fidanzata e si fidanza con Bambi che è riuscita a teletrasportarsi in questa realtà. Nel frattempo, Lester prende le redini dell'impero porno di suo padre. Dopo i titoli di coda, viene mostrato Rod che è stato trasportato nel negozio di liquori a prendere il posto nel vecchio lavoro di Lester.

## Distribuzione
In Italia è uscito in DVD il 9 giugno 2010.